# Brotomys
Brotomys is een uitgestorven geslacht van zoogdieren uit de familie van de stekelratten (Echimyidae). De wetenschappelijke naam van het geslacht werd in 1916 gepubliceerd door Gerrit Smith Miller Jr.

## Soorten
Er worden 2 soorten in dit geslacht geplaatst:
- † Brotomys contractus Miller, 1929
- † Brotomys voratus Miller, 1916